# Tadahiko Chino
Tadahiko Chino (茅野直彦?, Chino Tadahiko; Chiba, 4 luglio 1937) è un giocatore di go giapponese.

## Biografia
Nel 1950 divenne insei, sotto la tutela di Yutaro Nagamura e riuscì a superare l'esame da professionista nel 1953, lo stesso anno fu promosso anche al secondo dan. Raggiunse il grado massimo di 9° dan nel 1983. 
In carriera ha raggiunto due volte la lega degli sfidanti del torneo Honinbo ed è stato più volte tra i protagonisti delle fasi finali del Kisei e del Meijin. Nel 1966 ha raggiunto il terzo posto nella prima divisione dell'Oteai.
Nel 2009 ha raggiunto il traguardo delle 700 vittorie da professionista. Si è ritirato ufficialmente il 16 dicembre 2021.